# USS Adams (DM-27)
USS Adams (DD-739/DM-27/MMD-27) là một tàu khu trục rải mìn lớp Robert H. Smith được Hải quân Hoa Kỳ chế tạo trong Chiến tranh Thế giới thứ hai. Nó là chiếc tàu chiến thứ ba của Hải quân Hoa Kỳ được đặt cái tên này, nhưng là chiếc duy nhất được đặt theo tên Trung úy Hải quân Samuel Adams (1910-1942), phi công thuộc Liên đội Ném bom 5 (VB-5) trên tàu sân bay USS Yorktown (CV-5), từng tham gia trận chiến biển Coral rồi tử trận trong trận Midway, và được trao tặng ba Huân chương Chữ thập Hải quân. Nó đã hoạt động cho đến hết chiến tranh, xuất biên chế không lâu sau đó và bị bỏ không trong thành phần dự bị, cho đến khi bị rút đăng bạ năm 1970 và tháo dỡ năm 1971. Adams được tặng thưởng một Ngôi sao Chiến trận do thành tích phục vụ trong Thế Chiến II.

## Thiết kế và chế tạo
Adams được đặt lườn, như là tàu khu trục DD-739 thuộc lớp Allen M. Sumner, vào ngày 20 tháng 3 năm 1944 tại xưởng tàu của hãng Bath Iron Works ở Bath, Maine. Nó được xếp lại lớp như một tàu khu trục rải mìn với ký hiệu lườn DM-23 vào ngày 20 tháng 7 năm 1944 trước khi được hạ thủy vào ngày 23 tháng 7 năm 1944; được đỡ đầu bởi bà Maude Ryan Adams, vợ góa Trung úy Adams, và nhập biên chế tại Boston, Massachusetts vào ngày 10 tháng 10 năm 1944 dưới quyền chỉ huy của Hạm trưởng, Trung tá Hải quân Henry J. Armstrong.

## Lịch sử hoạt động

### Chạy thử máy – chuyển sang Thái Bình Dương
Sau khi hoàn tất việc trang bị tại Boston, Adams lên đường vào ngày 1 tháng 11 năm 1945 cho chuyến đi chạy thử máy huấn luyện đến vùng biển Bermuda, kéo dài cho đến hết tháng đó. Nó lên đường quay trở lại vùng bờ Đông vào ngày 29 tháng 11, về đến Norfolk, Virginia vào ngày 3 tháng 12. Sau khi được sửa chữa sau thử máy nó cùng tàu chị em Shea (DM-30) lên đường vào ngày 11 tháng 12 để hướng đến New York, nơi chúng gặp gỡ Bennington (CV-20). Hai chiếc tàu tàu khu trục rải mìn đã cùng chiếc tàu sân bay rời New York vào ngày 15 tháng 12 để hướng đến vùng Trung Mỹ, băng qua kênh đào Panama vào ngày 20 tháng 12, và từ ngày 22 tháng 12 lại lên đường hướng đến vùng bờ biển California. Chúng đi đến San Diego vào ngày 29 tháng 12, ở lại đây trong hai ngày để bảo trì để rồi lại lên đường vào ngày 1 tháng 1 năm 1945 để hướng đến Oahu, đi đến Trân Châu Cảng sáu ngày sau đó.
Trong gần hai tháng, Adams tiếp tục ở lại khu vực quần đảo Hawaii, đảm nhiệm vai trò canh phòng máy bay cho Bataan (CVL-29) trong khi chiếc tàu sân bay hộ tống hoạt động huấn luyện chuẩn nhận hạ cánh tàu sân bay cho phi công hải quân. Chiếc tàu khu trục cũng thực hành tác xạ và bắn phá bờ biển, và đã hai lần đi vào Xưởng hải quân Trân Châu Cảng để trang bị radar VP và sau đó để gia cố các tấm thép sàn tàu. Sang đầu tháng 2, nó rải mìn và thử nghiệm những thiết bị dò mìn, rồi thực hành rải thủy lôi; và hoàn tất lượt hoạt động tại khu vực Hawaii vào cuối tháng 2 bằng một lượt phục vụ canh phòng máy bay khác cho Bataan.

### Okinawa
Adams khởi hành từ Trân Châu Cảng vào ngày 2 tháng 3 để hướng sang khu vực Tây Thái Bình Dương, đi đến Ulithi vào ngày 14 tháng 3. Nó ở lại đảo san hô cho đến ngày 19 tháng 3, khi nó lên đường cùng một đội đặc nhiệm thuộc lực lượng tấn công đổ bộ lên Okinawa, và có hoạt động tác chiến đầu tiên vào ngày 23 tháng 3, một ngày trước khi đi đến Okinawa. Chiều tối hôm đó, máy bay đối phương đã tấn công đội đặc nhiệm, và con tàu chịu đựng thương vong đầu tiên khi một quả đạn pháo 5-inch kích nổ sớm tại tháp pháo phía sau tàu, khiến hai thủy thủ tử trận và 13 người khác bị thương. Qua sáng sớm ngày hôm sau, nó tham gia các chiến dịch quét mìn ngoài khơi Okinawa, hỗ trợ hỏa lực cho các tàu quét mìn và giúp hỗ trợ phá hủy các quả mìn được những tàu quét mìn lườn gỗ tìm thấy. Những hoạt động này được tiếp tục trong những ngày sau đó bất chấp phản ứng của không quân đối phương. Trong thời gian này con tàu bị ít nhất 12 máy bay đối phương tấn công, bắn rơi được sáu chiếc và có thể đã bắn rơi thêm hai chiếc khác. Vào ngày 28 tháng 3, một trong những kẻ tấn công bị bắn rơi chỉ cách phía mũi con tàu 25 ft (7,6 m) bên mạn trái, tung lên sàn tàu một cơn mưa mảnh vụn và xăng máy bay.
Adams chịu đựng hư hại do tai nạn va chạm với một tàu cứu hộ, buộc nó phải đi đến khu vực thả neo Kerama Retto để sửa chữa khẩn cấp. Vào ngày 1 tháng 4, đang khi hoạt động về phía Đông Nam Kerama Retto, một máy bay đối phương vốn đã bị bắn hỏng nặng đâm xuống gần phía đuôi tàu, và hai quả bom đối thủ mang theo đã kích nổ dưới đuôi tàu, làm hư hại nặng phần đuôi tàu và bánh lái. Đang khi di chuyển theo một đường vòng qua mạn phải do bánh lái bị kẹt, thêm hai máy bay tấn công tự sát Kamikaze tiếp tục tấn công nó. Hỏa lực tự vệ của chính Adams đã tiêu diệt một đối thủ, trong khi chiếc kia bị bắn rơi bởi hỏa lực phòng không của tàu khu trục Mullany (DD-528), vốn được cử đến để trợ giúp cho nó. Sau đó con tàu được kéo rút lui về Kerama Retto để được sửa chữa cặp bên mạn tàu sửa chữa Endymion (ARL-9).
Adams khởi hành từ Kerama Retto vào ngày 7 tháng 4 để quay trở về Hoa Kỳ, đi ngang qua Guam và Trân Châu Cảng. Nó về đến Xưởng hải quân Mare Island vào ngày 7 tháng 5, nơi nó được sửa chữa triệt để những hư hại trong chiến đấu, và hoàn tất việc sửa chữa và chạy thử máy vào đầu tháng 7. Con tàu lên đường vào ngày 6 tháng 7 để thực tập ngoài khơi Santa Catalina, rồi đi vào cảng San Diego vào ngày 10 tháng 7. Sau một lượt sửa chữa sau thử máy và huấn luyện, nó rời San Diego vào ngày 17 tháng 7 để đi sang khu vực Hawaii. Nó đi đến Oahu vào ngày 23 tháng 7, và ở lại khu vực này trong 11 để thực hành tác xạ phòng không và bắn phá bờ biển.
Đến ngày 4 tháng 8, Adams cùng tàu khu trục hộ tống Koiner (DE-331) rời Trân Châu Cảng để hướng sang khu vực Tây Thái Bình Dương, ghé qua đêm tại Eniwetok vào ngày 11-12 tháng 8, nơi có tàu vận tải Sitka (APA-113) cùng tham gia. Họ hộ tống chiếc tàu vận tải đi quần đảo Mariana, đi đến Guam vào đúng ngày 15 tháng 8, ngày Nhật Bản chấp nhận đầu hàng kết thúc cuộc chiến tranh.

### Sau chiến tranh
Adams khởi hành đi Okinawa ngay ngày hôm sau, đi đến vịnh Buckner vào ngày 18 tháng 8, và ở lại đây cho đến ngày 31 tháng 8. Nó lên đường vào ngày 1 tháng 9 để đi Nhật Bản, đi đến ngoài khơi Kagoshima, Kyūshū vào ngày 3 tháng 9, nơi nó hoạt rà quét thủy lôi tuyến luồng đi vào cảng. Hoạt động này kéo dài cho đến ngày 9 tháng 9, khi nó lên đường quay trở lại Okinawa, và đi đến vịnh Buckner vào ngày 11 tháng 9. Nó buộc phải nhổ neo để né tránh một cơn bão vào ngày 16 tháng 9, và quay trở lại ba ngày sau đó.
Adams rời Okinawa vào ngày 24 tháng 9 để đi Nhật Bản, đi đến vịnh Ise, Honshūvào ngày 26 tháng 9, nơi nó bắt đầu hoạt động quét mìn chuẩn bị cho cuộc đổ bộ của lực lượng Lục quân lên Nagoya. Nó thả neo tại vịnh Ise vào ngày 28 tháng 9, nơi hạm trưởng của nó đồng thời đảm nhiệm tư lệnh đội đặc nhiệm quét mìn, và ở lại khu vực này cho đến hết tháng 10. Chiếc tàu khu trục rải mìn lên đường đi Sasebo vào ngày 1 tháng 11, đến nơi hai ngày sau đó, và ở lại đây trong phần lớn tháng 11.
Adams rời Sasebo vào ngày 25 tháng 11 để đi Cơ Long, Đài Loan, đến nơi vào ngày 28 tháng 11, nơi nó hoạt động cùng Đội đặc nhiệm 70.5. Nó cùng đội đặc nhiệm ra khơi vào ngày 4 tháng 12 để hoạt động rà quét mìn tại khu vực eo biển Đài Loan trương mười ngày, quay trở lại Cơ Long vào ngày 15 tháng 12. Nó lại lên đường bốn ngày sau đó cùng một đoàn tàu vận tải để hướng sang Thượng Hải, Trung Quốc, tiến vào sông Dương Tử vào ngày 21 tháng 12, và ở lại Thượng Hải cho đến ngày 3 tháng 1, 1946. Từ ngày 3 đến ngày 6 tháng 1, nó trên đường quay trở lại Sasebo và gia nhập trở lại Đệ ngũ Hạm đội.
Adams tiếp tục phục vụ tại Viễn Đông cho đến đầu tháng 4, khi nó lên đường quay trở về Hoa Kỳ; và sau khi về đến nơi, nó được phân về Đệ Nhất hạm đội và phục vụ cho đến cuối năm đó. Chiếc tàu khu trục rải mìn được cho xuất biên chế vào tháng 12, 1946, và được đưa về Đội San Diego, Hạm đội Dự bị Thái Bình Dương. Đang khi trong thành phần dự bị, nó được xếp lại lớp thành một tàu rải mìn nhanh với ký hiệu lườn MMD-27 vào ngày 7 tháng 2, 1955, nhưng vẫn tiếp tục bị bỏ không. Tên nó được cho rút khỏi danh sách Đăng bạ Hải quân vào ngày 1 tháng 12, 1970 và nó bị bán cho hãng Chow's Iron & Steel Company tại Đài Loan để tháo dỡ vào ngày 16 tháng 12, 1971.

## Phần thưởng
Adams được tặng thưởng một Ngôi sao Chiến trận do thành tích phục vụ trong Thế Chiến II.